# James Pradier
James Pradier, pseudonimo di Jean-Jacques Pradier (Ginevra, 23 maggio 1790 – Bougival, 4 giugno 1852), è stato uno scultore e pittore svizzero naturalizzato francese.
Dopo aver vinto l'ambitissimo premio di Roma nel 1813, divenne un pensionato dell'Accademia di Francia a Roma. Apprezzato durante la sua vita, fu considerato come uno dei più grandi scultori della sua epoca, fino alla sua morte sotto il secondo Impero. Le sue opere divennero famose anche dopo la morte.

## Biografia

### Infanzia

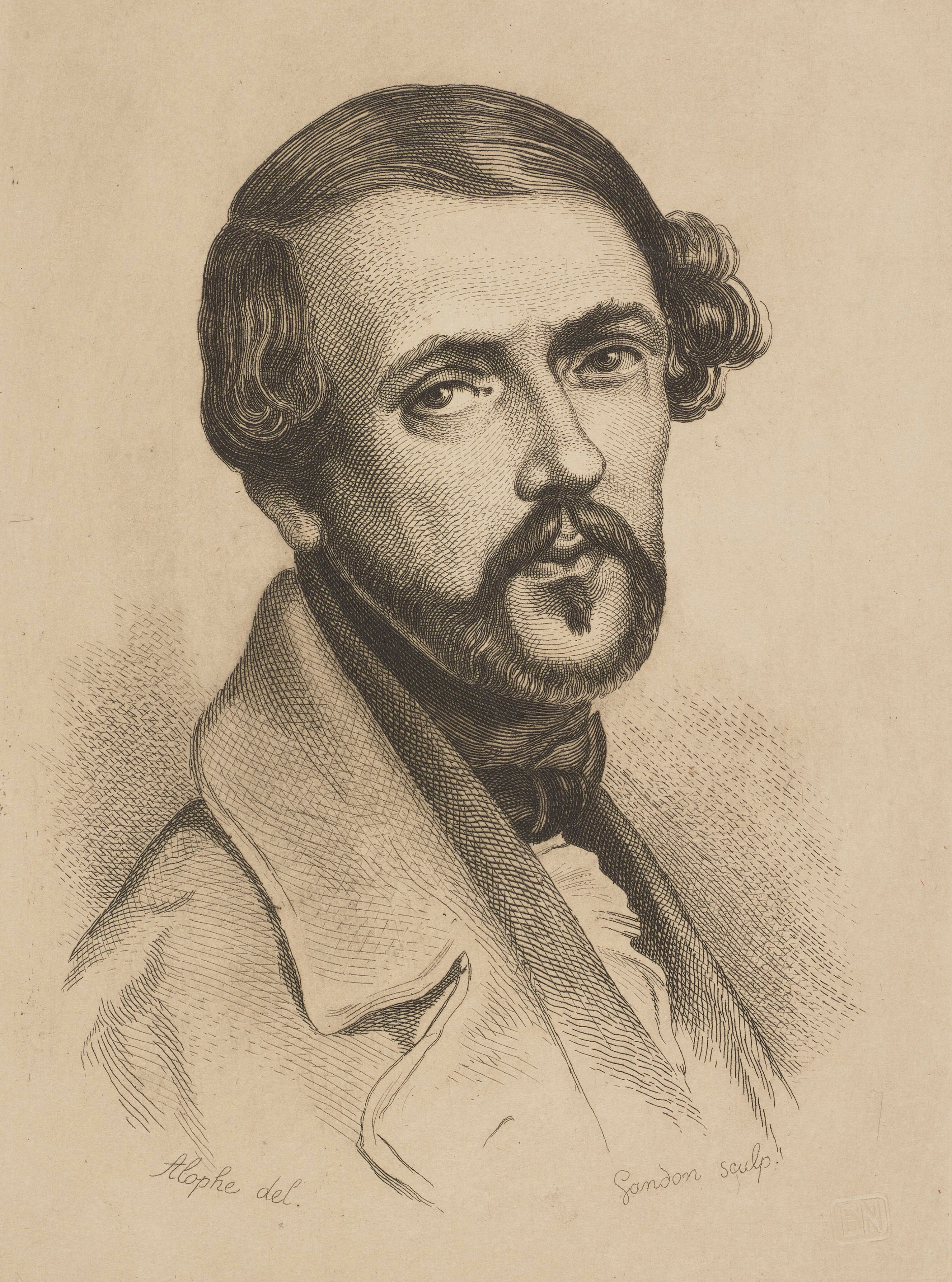
Un ritratto postumo di Pradier.

James Pradier nacque il 23 maggio 1790 a Ginevra, in Svizzera, che fu annessa alla Francia rivoluzionaria nel 1798. Era il quarto figlio di una famiglia che discendeva dai protestanti francesi (gli ugonotti) che erano fuggiti dalla Linguadoca dopo la revoca dell'editto di Nantes. Il padre di Pradier era il proprietario dell'albergo l'Écu de France, un piccolo stabilimento situato a Ginevra. Pur appartenendo alla piccola borghesia, la famiglia non era molto ricca e non poteva pagare gli studi per i bambini. Il padre di Jean-Jacques allora decise di mettere i suoi figli in apprendistato non appena fossero diventati maggiorenni, 12 o 13 anni all'epoca. Pradier e il fratello maggiore Charles-Simon Pradier entrarono così nello studio di Jean Détalla per apprendere il mestiere dell'incisione sugli orologi.
Gli apprendisti più dotati erano autorizzati a iscriversi ai corsi della scuola pubblica di disegno. Jean-Jacques e suo fratello si iscrissero rispettivamente l'11 e il 23 aprile 1804. Presto Charles-Simon dimostrò di avere i requisiti per la pittura e grazie a una pensione concessa dal comune di Ginevra, decise di partire per continuare la sua formazione a Parigi.

### Formazione
Dopo aver finito il suo apprendistato, Jean-Jacques raggiunse suo fratello a Parigi nel 1807. Lì lavorò per François-Frédéric Lemot prima di essere ammesso nel suo studio alla scuola di belle arti parigina il 5 febbraio 1811, così come in quelli dei pittori Charles Meynier e François Gérard. Seguendo la moda dell'epoca, fu in questo periodo che adottò il nome anglofono "James".
Durante la sua formazione alla scuola di belle arti, seguì l'obiettivo del gran premio di Roma e gareggiò con degli artisti più importanti come David d'Angers e François Rude. Nel 1813, si tenne il concorso per il premio per la scultura. Egli realizzò un bassorilievo intitolato Neottolemo impedisce a Filottete di colpire Ulisse con le sue frecce e si guadagnò il primo posto. Seguirono due secondi premi: Flatters e Petitot.
Un anno dopo, il 13 gennaio 1814, Pradier arrivò all'accademia di Francia a Roma. Lì lavorò a stretto contatto con molti artisti rinomati, come gli scultori Jean-Pierre Cortot, Jules-Robert Auguste e David d'Angers. Durante il suo soggiorno, seguì delle lezioni di disegno impartite dall'accademia di San Luca e probabilmente frequentò gli studi di Canova e Thorvaldsen. Realizzò varie opere all'accademia, come un Ganimede e un gesso di Orfeo. Tuttavia, si hanno poche altre informazioni sui suoi cinque anni romani.

### Maturità

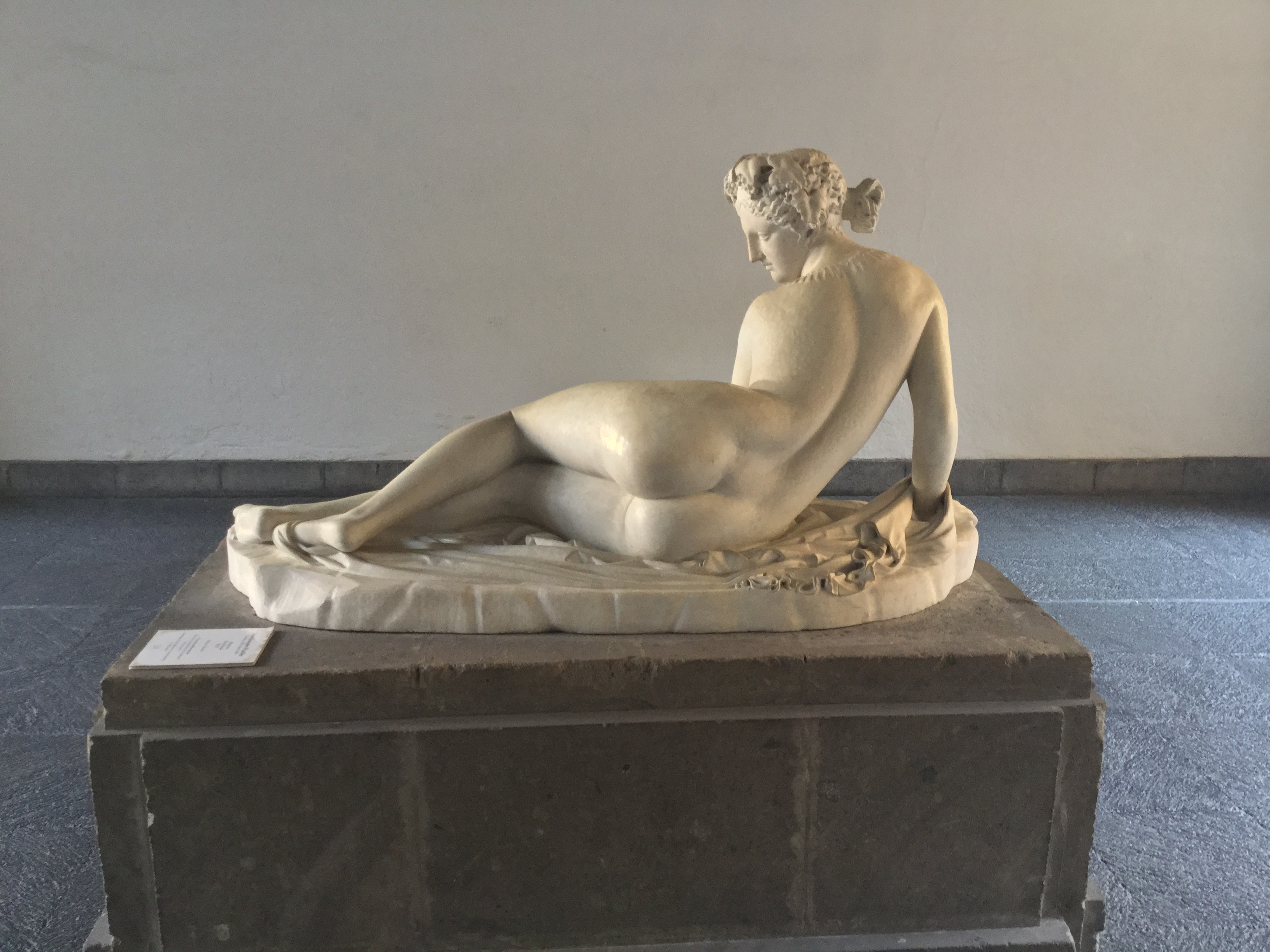
Una ninfa o Baccante, 1823

Pradier tornò a Parigi nel 1819. Malgrado il suo premio, era ancora sconosciuto nella capitale e cercò di farsi notare. Grazie a un commissione del monumento al duca di Berry e all'aver ottenuto una medaglia d'oro al Salone del 1819 per la realizzazione di Una ninfa (oggi al museo di belle arti di Rouen), si impose velocemente tra i giovani scultori che contavano. Nel 1819, ricevette la sua prima commissione statale: i busti dei fratelli Montgolfier.
Nel 1827, fu eletto all'accademia di belle arti. Il titolo di accademico gli permise di esporre le sue opere al Salone senza passare dalla giuria, di cui ormai era un membro. Poco dopo, venne nominato professore di scultura alla scuola di belle arti di Parigi, il 23 gennaio 1828, dove sostituì François-Frédéric Lemot. Nel 1828, Pradier venne nominato cavaliere della Legion d'onore, il che segnò la sua ascesa fulminante e confermò il suo successo, facendo di lui un artista di primo piano.
La lunga carriera di Pradier, dal 1819 al 1852, si estende su regimi politici diversi. Ma l'artista stimato ricevette delle commissioni da ciascuno di questi. In particolare, realizzò delle commissioni per la camera dei deputati nel 1830 e alla place de la Concorde (le statue allegoriche di Lilla e Strasburgo) nel 1836. Infine, realizzò l'insieme scolpito del frontone del palazzo del Lussemburgo nel 1840.
Abituato ai salotti parigini, frequentò regolarmente quelli del pittore Gérard, della signora Sabatier o anche quello di Arsène Houssaye. Trovò lì molte personalità artistiche e letterarie quali Victor Hugo, Eugène Delacroix, Charles Baudelaire, Honoré Daumier e molti altri.
Nel 1831, la residenza dell'artista si trovava al numero 4bis della rue des Beaux-Arts e il suo studio al numero 3 della rue Neuve-de-l'Abbaye. Come pittore realizzò solo qualche acquerello ed espose dei dipinti al Salone del 1837. Un Nudo accademico in piedi che ha la sua firma è conservato al museo d'arte e di archeologia di Senlis.

### Vita privata

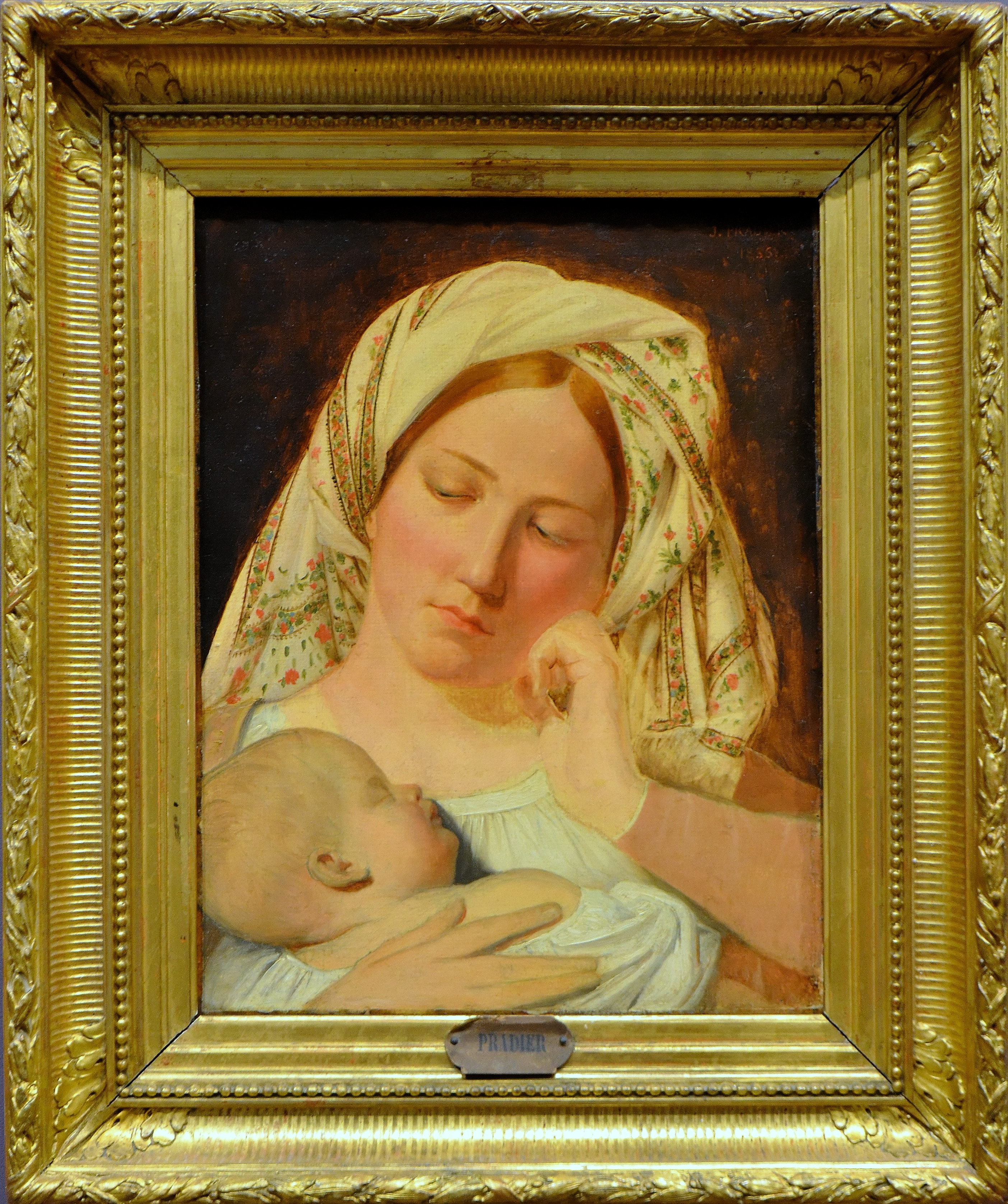
Vergine col Bambino, 1836. Si ritiene che sia un presunto ritratto della moglie Louise e del figlio John.

Durante il suo soggiorno in Italia, James Pradier incontrò una giovane romana che lo seguì a Parigi. Ella gli fece da modella per la sua Psiche. Lo scultore abbandonò la giovane e poco dopo si innamorò di Juliette Drouet, che divenne la sua amante nel 1825 e dalla quale ebbe una figlia, Claire Gauvain (1826-1846). Fu Juliette Drouet o la sua moglie Louise che fece da modella per la statua allegorica di Strasburgo, situata a Parigi, nella place de la Concorde. Allo stesso modo, i critici hanno riconosciuto i tratti di Juliette Drouet nel gruppo in marmo Satiro e baccante che fece scandalo al Salone del 1834. Questa vicenda finì quando Juliette lasciò Parigi con il principe Demidoff, con il quale ebbe una relazione per poi lasciarlo per Victor Hugo, allora amico di Pradier. James fece da padre per Claire per il resto della sua breve vita, il che compromise i rapporti tra i due artisti. Tuttavia, Victor Hugo guidò il corteo assieme a James Pradier durante i funerali della ragazza, morta a vent'anni.
Il 27 agosto 1833, James Pradier sposò Louise Dupont, figlia di Jean-Pierre-Joseph d'Arcet. Egli le fece numerosi ritratti, dei quali tre riconoscibili nelle raffigurazioni della Vergine: il primo in una tela del 1836 che mostra una Vergine col Bambino, il secondo in un dipinto sulla Deposizione dalla Croce e l'ultimo nella Vergine in marmo della cattedrale di Notre-Dame-des-Doms di Avignone. Nel 1839, incluse ugualmente il ritratto di Louise nella Commedia leggera della fontana Molière. Insieme, i due ebbero tre figli: Charlotte, nata il 27 luglio 1834, John, nato il 21 maggio 1836, e Thérèse, nata il 3 luglio 1839. Le due figlie furono educate alla casa d'educazione della Legion d'onore a Saint Denis. Pradier fece molti schizzi e delle statuette dei suoi figli. Il 3 gennaio 1845, lo scultore si separò dalla moglie, che aveva dilapidato i loro soldi per le sue spese folli. Louise, che aveva contratto un debito di 100.000 franchi, venne quindi ritenuta legalmente responsabile. L'affidamento esclusivo dei bambini andò a Pradier, che comunque diede alla sua ex-moglie un pagamento annuale di 1000 franchi.
James Pradier morì il 4 giugno 1852 per un ictus avvenuto a Bougival durante un'escursione alla quale presero parte soprattutto la sua figlia prediletta Thérèse, la sua insegnante Adeline Chômat, Noémi Constant ed Eugène Guillaume, rispettivamente alunna ed ex-alunno di Pradier. Il certificato di morte riporta l'indirizzo "rue de Mesmes n. 150, a Rueil", che corrisponde alla casa nella quale il suo corpo venne trasportato. Egli fu sepolto a Parigi, al cimitero di Père-Lachaise. All'indomani della sua morte, la sua scultura Saffo esposta al Salone venne ricoperta da un velo nero.

## Opere
Opere maggiori di James Pradier:

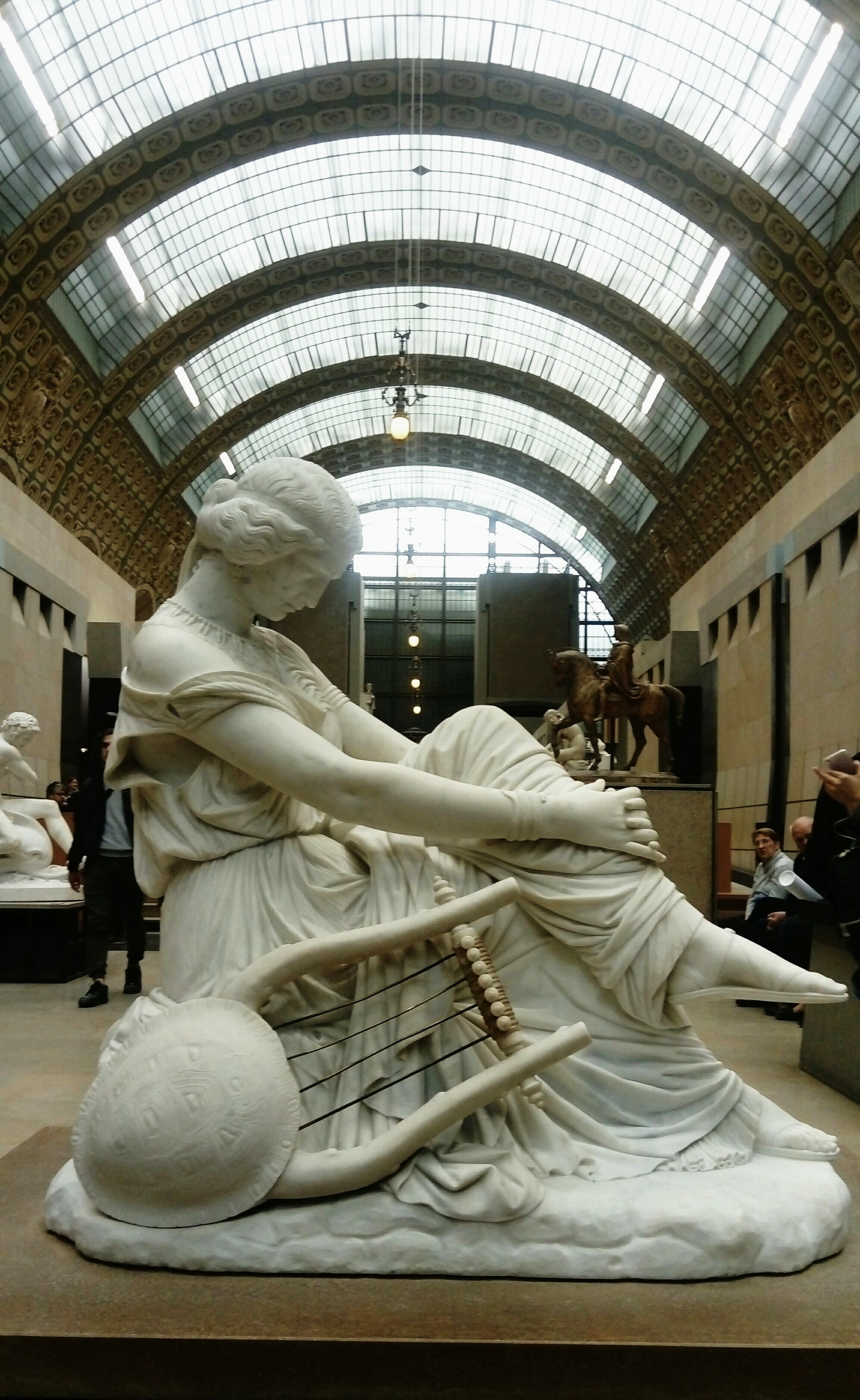
Saffo, 1852

- 1819: Una ninfa, museo di belle arti di Rouen;
- 1822: Niobide ferito, museo del Louvre, Parigi;
- 1824: Psiche, museo del Louvre, Parigi;
- 1827: Prometeo incatenato, museo del Louvre, Parigi;
- 1831: Le tre Grazie, museo del Louvre, Parigi;
- 1834: Satiro e baccante, museo del Louvre a Parigi;
- 1840: Il matrimonio della Vergine, chiesa della Maddalena, Parigi;
- 1841: Odalisca, museo di belle arti di Lione;
- 1844: frontone della fontana Molière, Parigi;
- 1845: Frine, museo di Grenoble;
- 1848: Nyssia, museo Fabre, Montpellier;
- 1849: Clori accarezzata da Zefiro, musée des Augustins, Tolosa;
- 1849: Statua di san Luigi, Aigues-Mortes;
- 1850: Busto di Maxime Du Camp, museo del Louvre, Parigi;
- 1851: Industria, Palais Brongniart, Parigi;
- 1852: Saffo, museo d'Orsay, Parigi.

## Galleria d'immagini

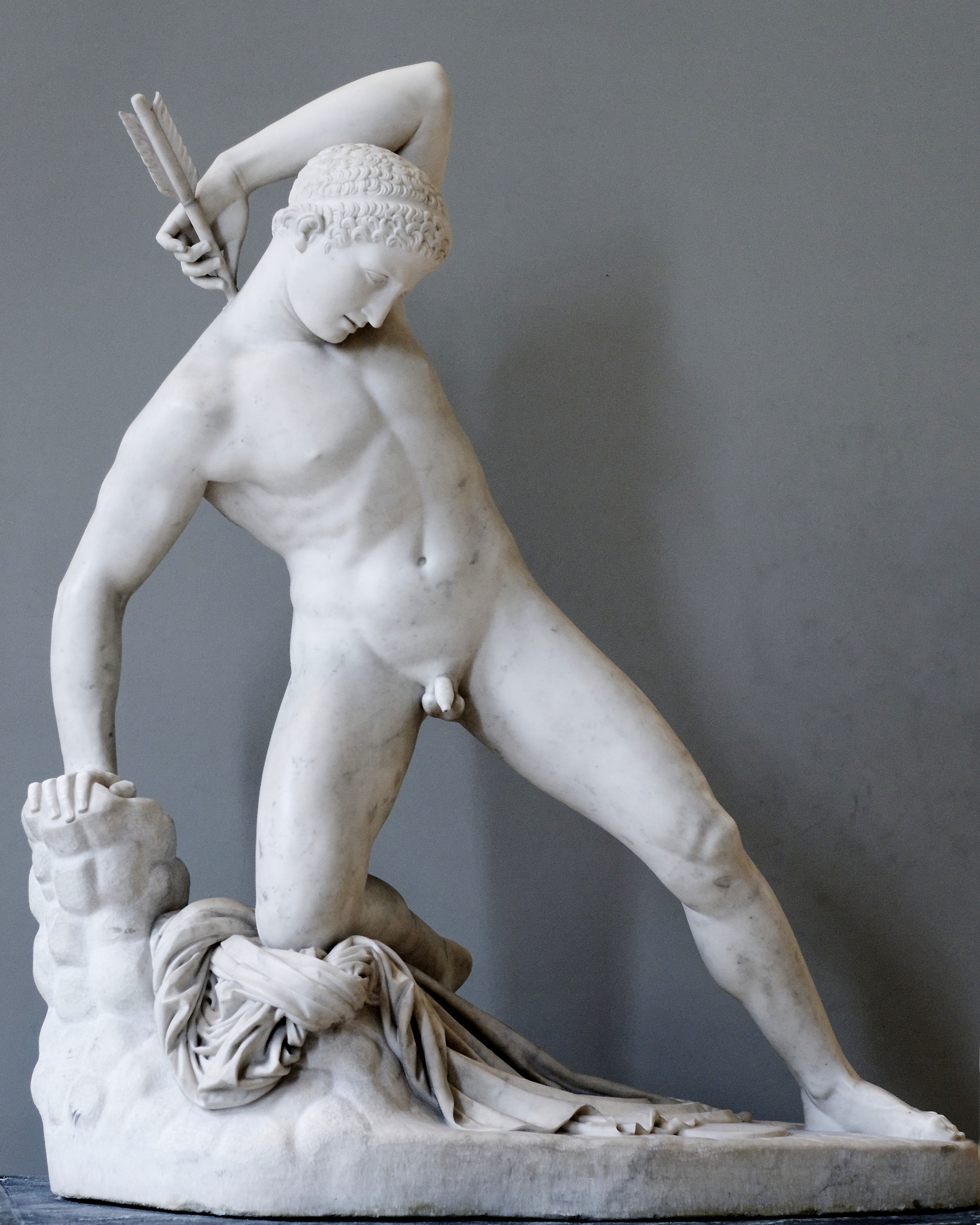
Niobide ferito, museo del Louvre a Parigi, 1822
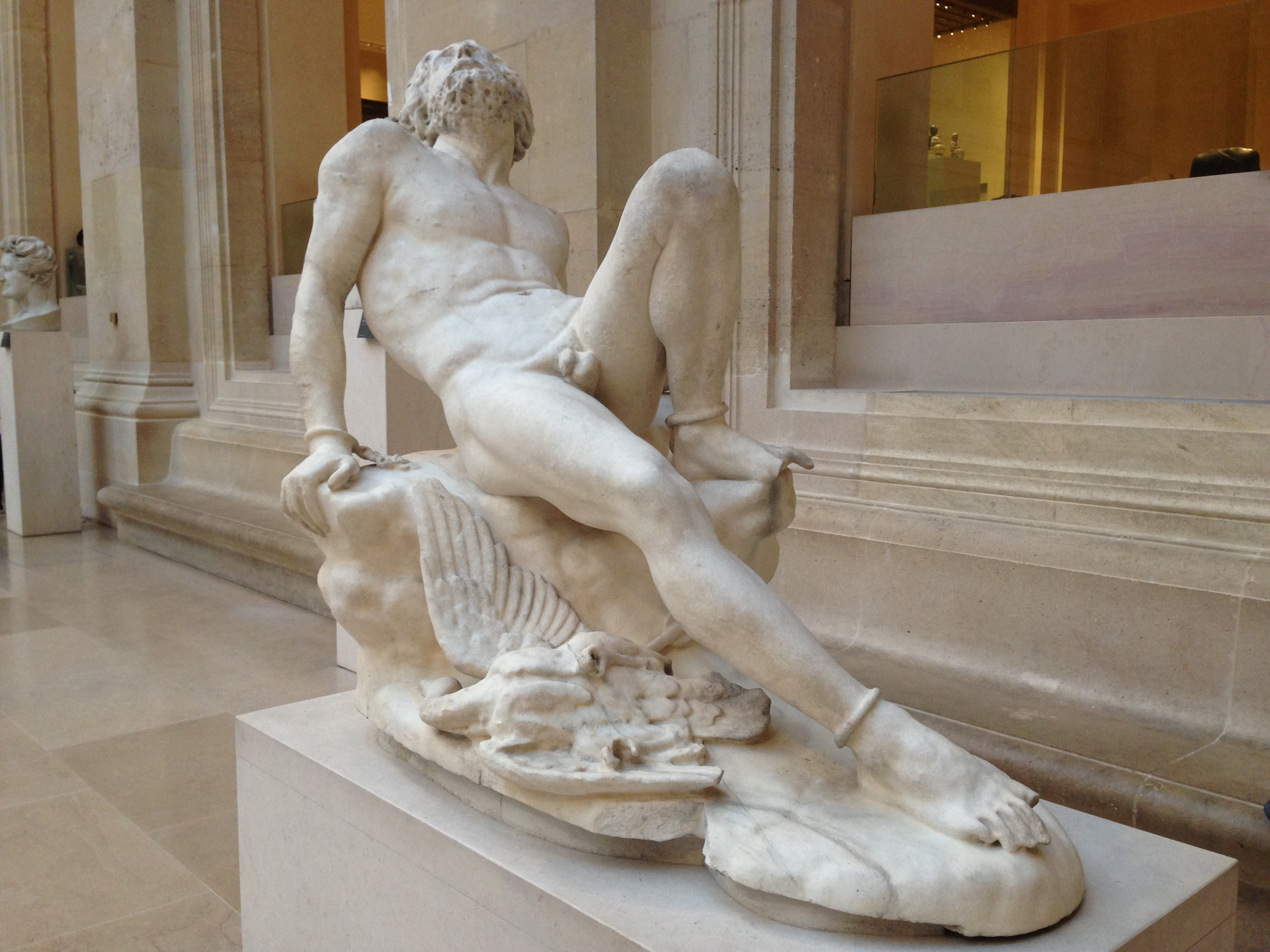
Prometeo incatenato, museo del Louvre a Parigi, 1827
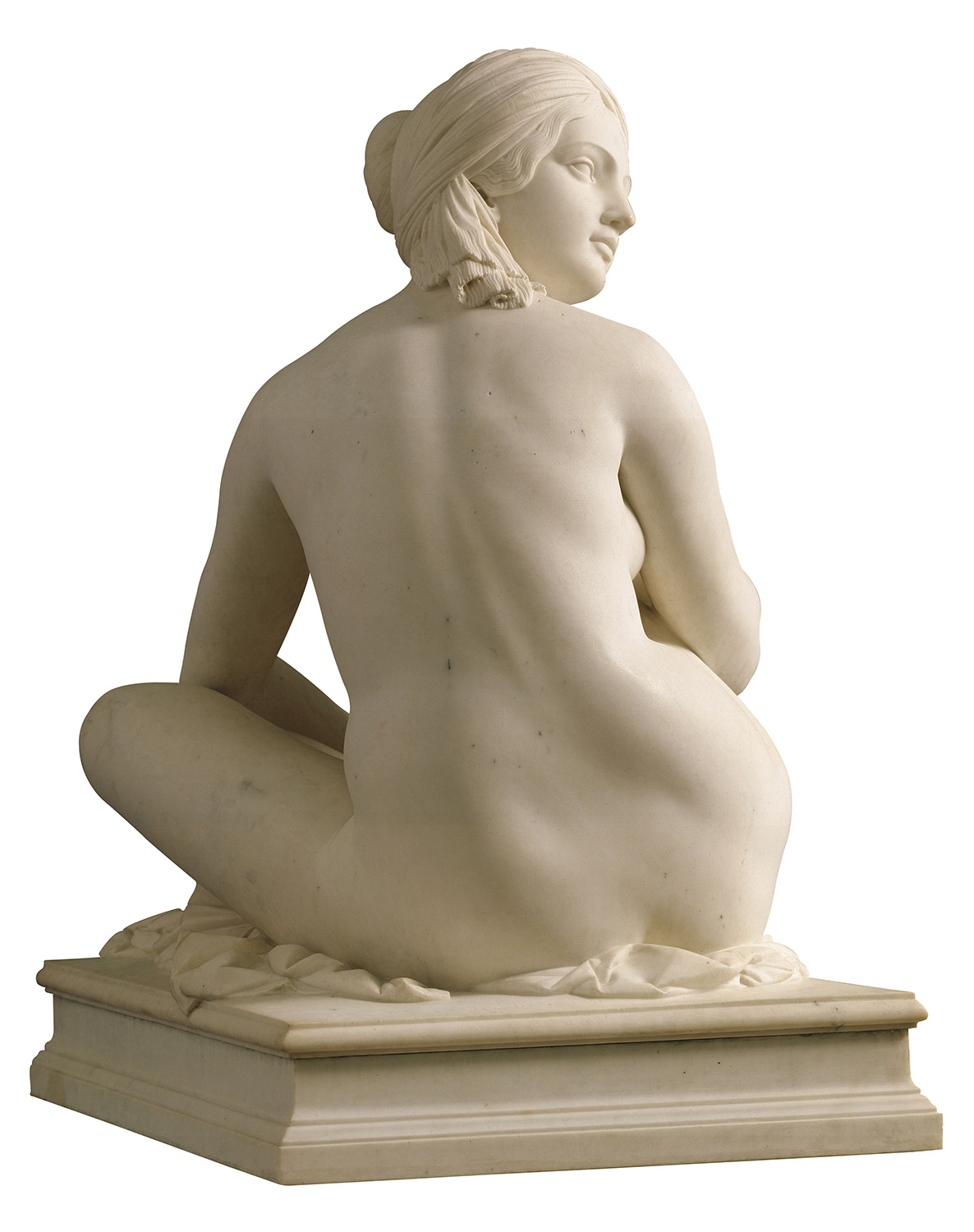
Odalisca, museo di belle arti di Lione, 1841
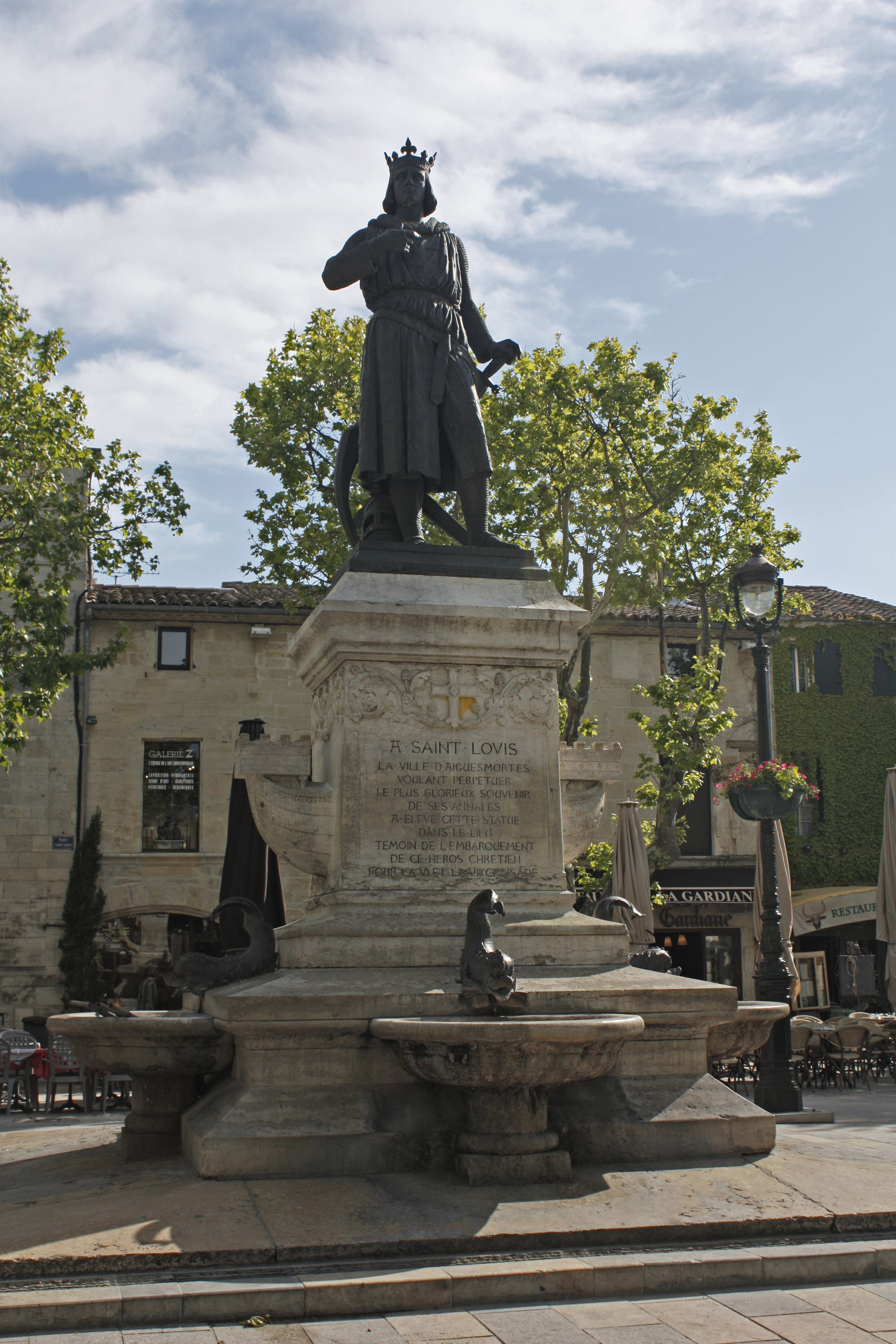
Statua di san Luigi, Aigues-Mortes, 1849
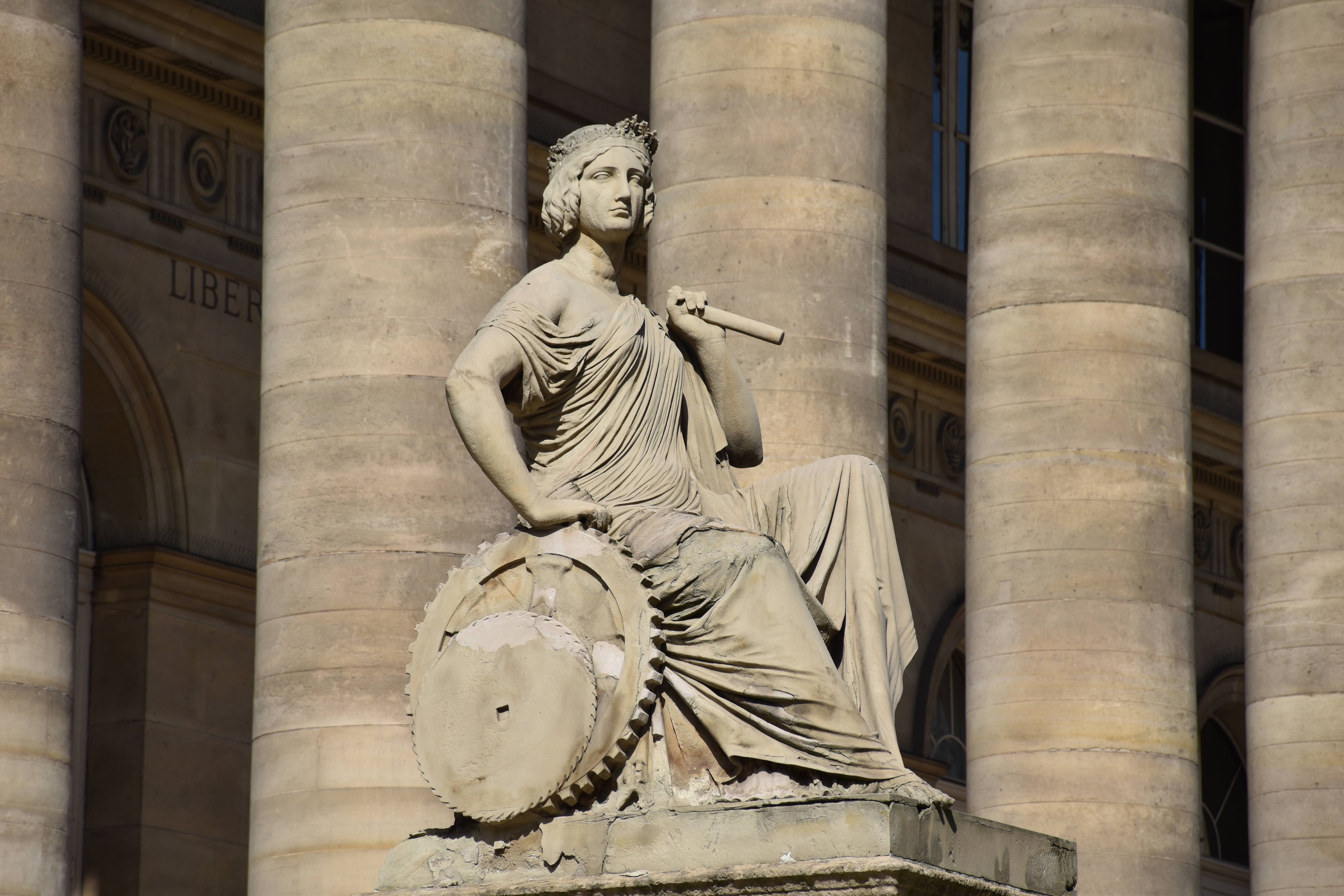
Industria, Palais Brongniart a Parigi, 1851